# Жюльєн Дерозьє
Жюльєн Дерозьє (фр. Julien Desrosiers; нар. 14 жовтня 1980,  Сент-Анакль-де-Лессар) — французький хокеїст, що грав на позиції нападника. Грав за збірну команду Франції.

## Ігрова кар'єра
Жюльєн уродженець Канади і в юніорському віці дебютував 1997 року в команді «Рімускі Осеанік» (ГЮХЛК). Зокрема він грав з Венсаном Лекавальє та Бредом Річардсем, які пізніше виступали за клуби НХЛ. У 2001 році він залишив Північну Америку, щоб розпочати професійну хокейну кар'єру у Франції виступами за команду першого дивізіону «Етуаль Страсбург».
З 2002 по 2004 роки Дерозьє захищав кольори клубу «Дябл Нуар Де Тур». Відігравши сезон за «Дябл Руж Де Бріансон», Жюльєн влітку 2005 року підписав контракт з командою «Драгон де Руан». У грудні 2015 року він набрав 500-те очко в Лізі Магнус.
Останні чотири сезони клубної ігрової кар'єри, француз відіграв за «Боксер де Бордо».
Виступав за юніорську, молодіжну та національну збірну Франції.

## Нагороди та досягнення
- Команда всіх зірок чемпіонату Франції — 2005, 2006, 2007, 2008, 2009, 2010.
- Чемпіон Франції в складі «Драгон де Руан» — 2006, 2008, 2010, 2011, 2013.
- Володар Континентального кубка в складі «Драгон де Руан» — 2012.